# DoJa
El perfil DoJa es una especificación de entorno de aplicación de Java para el teléfono móvil DoCoMo i-mode.
DoJa se basa en la Java ME CLDC API que se define en el Java Community Process (JCP). DoJa es un perfil definido por NTT DoCoMo para proporcionar comunicaciones y otros procesamientos de entrada y salida, interfaz de usuario (GUI) y otras características/funciones de aplicaciones exclusivas de i-mode, y bibliotecas de extensión definidas por fabricantes de terminales de teléfono individuales para agregar funciones originales. Sin embargo, a diferencia de otros perfiles de Java ME como Mobile Information Device Profile (MIDP) o Information Module Profile (IMP), DoJa no se define como una Java Specification Request (JSR), por lo que a menudo se denomina perfil Java ME "propietario".
DoJa permite que i-mode ofrezca contenido más dinámico e interactivo que el contenido convencional de i-mode basado en HTML. Java para i-mode consta de soporte para una versión de CLDC y una versión del perfil DoJa. El soporte de CLDC puede ser 1.0 o 1.1 según el teléfono. El perfil DoJa se creó originalmente para el mercado japonés local con la versión 1.0 y la versión 2.0 más o menos correspondientes a MIDP 1.0 y MIDP 2.0. Para el mercado fuera de Japón, se ha creado una nueva API, a la que se hace referencia como Overseas Edition. Actualmente DoJa 1.5oe y DoJa 2.5oe están implementados en teléfonos vendidos en Europa (el primer teléfono DoJa con DoJa1.5oe es el N341i lanzado en 2003 por NEC, y el primer teléfono DoJa 2.5 es el M430i lanzado a principios de 2005 por Mitsubishi). El perfil DoJa proporciona para usar con la biblioteca de extensión i-mode (Java para perfiles i-mode), incluidas las interfaces de usuario y las comunicaciones HTTP.

## Perfiles DoJa
| Perfil DoJa | Teléfonos japoneses          | Versión de Java CLDC | Tamaño máximo de JAR | Bloc de escritura máximo |
| ----------- | ---------------------------- | -------------------- | -------------------- | ------------------------ |
| DoJa-1.0    | 503, 2101, 2002 Series       | 1.0                  | 10/30kb              | 10/30/50kb               |
| DoJa-2.x    | 504, 2051, 2102, 2701 Series | 1.0                  | 30kb                 | 100/200kb                |
| DoJa-3.0    | 505, 506 Series              | 1.0                  | 30kb                 | 200kb                    |
| DoJa-3.5    | 900 Series                   | 1.0                  | 100kb                | 400kb                    |
| DoJa-4.0LE  | 700, 701, 702 Series         | 1.1                  | 30kb                 | 200kb                    |
| DoJa-4.0    | 901 Series                   | 1.1                  | 100kb                | 400kb                    |
| DoJa-4.1    | 902 Series                   | 1.1                  | 100kb                | 400kb                    |
| DoJa-5.0    | 903 Series                   | 1.1                  | 1MB JAR+Escritura    | 1MB JAR+Escritura        |
| Star-1.0    | F-01A, etc., 2008            | 1.1                  | 2MB JAR+Escritura    | 2MB JAR+Escritura        |
| Star-1.1    | 2009                         | 1.1                  | 2MB JAR+Escritura    | 2MB JAR+Escritura        |
| Star-1.2    | 2009                         | 1.1                  | 2MB JAR+Escritura    | 2MB JAR+Escritura        |
| Star-1.3    | 2010                         | 1.1                  | 2MB JAR+Escritura    | 2MB JAR+Escritura        |
| Star-1.5    | 2011                         | 1.1                  | 2MB JAR+Escritura    | 2MB JAR+Escritura        |
| Star-2.0    | 2011                         | 1.1                  | 10MB JAR+Escritura   | 10MB JAR+Escritura       |

"Star" es el sucesor de DoJa, en lugar de ser parte de él, con acceso a hardware y servicios modernos como el acelerómetro.